# Santa Cruz Ayotuzco
Santa Cruz Ayotuzco är en ort i Mexiko, tillhörande kommunen Huixquilucan i delstaten Mexiko. Santa Cruz Ayotuzco ligger nordväst om San Francisco Ayotuzco och kommunhuvudorten Huixquilucan de Degollado i den centrala delen av landet och tillhör Mexico Citys storstadsområde. Orten hade 4 952 invånare vid folkmätningen 2010.